# Cratere Wiltz
Wiltz  è un cratere sulla superficie di Marte.